# Банну (округ)
Банну (урду ضلع بنوںضلع بنوں, англ. Bannu District) — один з 24 округів пакистанської провінції Хайбер-Пахтунхва.

## Географічне положення
Банну межує з Північним Вазірістаном на півночі, Південним Вазиристаном на заході, з округами: Карак на сході і з Лаккі-Марват на півдні.

## Історія
Сучасний округ Банну спочатку був техсилом в Британській Індії. Столиця Банну була перевалочною базою для військ Британської імперії, військова дорога пролягала до Дера-Ісмаїл-Хана.

## Демографія
Релігійний склад населення: мусульмани 99,5 %, ахмадіє 0,3 %, християни 0,19 % і 0,03 % індуси. Більшість населення говорить на мові пушту 98,3 % (в основному діалекти банну і вазирвола), на урду і панджабі кажуть 1,03 % населення. Рівень грамотності складає 32,11 %. Частка економічно активного населення становить 18,97 % від загальної чисельності населення. У 1901 році в окрузі проживало 231 485 осіб, з яких більшість були мусульманами.